# George S. Bărănescu
George S. Bărănescu (n. 13 mai 1919, Odobești, Vrancea – d. 6 aprilie 2001, SUA) a fost un inginer român, membru corespondent al Academiei Române.

## Distincții
- titlul de Profesor universitar emerit al Republicii Socialiste România (26 iunie 1969) „în semn de prețuire a personalului didactic pentru activitatea meritorie în domeniul instruirii și educării elevilor și studenților și a contribuției aduse la dezvoltarea învățămîntului și culturii din patria noastră”[1]
- Ordinul Steaua Republicii Socialiste România clasa a III-a (1971) „pentru merite deosebite în opera de construire a socialismului, cu prilejul aniversării a 50 de ani de la constituirea Partidului Comunist Român”[2]